# Wael Ghonim
Wael Ghonim (23 de dezembro de 1980) é um ativista que atua pela Internet, é formado em engenharia da computação e chefe de marketing do Google no Oriente Médio de norte da África. Ghonim apoiou os protestos que resultaram na saída de Hosni Mubarak do governo do Egito em 2011. Por ser suspeito de participar de um movimento contra o ex-presidente do Egito, foi detido por onze dias para investigação da polícia secreta egípcia.